# Тимкова скала
Тимкова скала́ — печера, комплексна пам'ятка природи місцевого значення в Україні. 

## Розташування
Розташована в межах Борщівського району Тернопільської області, на території Бабинецької та Кривченської сільських рад, на захід від села Кривче. 

## Пам'ятка
Оголошена об'єктом природно-заповідного фонду рішенням Тернопільської обласної ради від 17 червня 2014 року № 1716. 
Площа — 9,0 га (Бабинецька сільська рада — 3,0 га, Кривченська сільська рада — 6,0 га). 
Печера Тимкова скеля відкрита 1977 року Юзефом Зімельсом, має довжину 1180 метрів.  